# Angelboveje
Angelboveje var i middelalderen navnet for fem vest-østgående vejforløb fra Angel til hærvejen i Sønderjylland. Vejene var angelbøndernes vigtigste handelsveje. Fra hærvejen og vestpå mod Nordfrisland kaldes vejforløbene friserveje. 
Ved et vadested ved Trenen i Sollerup lå et toldsted. I Siversted -Stenderupå lidt syd for Flensborg findes endnu i dag en Angelbovej (på tysk Angelboweg). I det indre Flensborg kaldes vejen for Angelbogaden (på tysk Angelburger Straße).